# ویس احمد برمک
ویس احمد برمک (زاده ۱۹۷۲ در پنجشیر) سیاستمدار، وزیر سابق احیاء و انکشاف دهات و امور داخله افغانستان است. وی دوره حکومت وحدت ملی به ریاست جمهوری محمد اشرف غنی پس از برکناری تاج محمد جاهد در سال ۱۳۹۶ به عنوان سرپرست وزارت داخله تعیین شد. وی توانست در ۱۳ قوس/آذر ۱۳۹۶ رای اعتماد پارلمان را کسب کند و در ۲ جدی/دی ۱۳۹۷ از سمتش برکنار و امرالله صالح جایگزین وی شد.

## زندگی
ویس احمد برمک زاده ۱۹۷۲ (میلادی) در ولسوالی روخه ولایت پنجشیر به دنیا است. او تحصیلات ابتدائی خود را در مدرسه سید الناصری و دوره لیسه/دبیرستان خود را در مدرسه عالی نادریه و خواجه عبدالله انصاری کابل به اتمام برساند. وی مدرک لیسانس خود را در رشته مهندسی از دانشکده مهندسی، دانشگاه کابل به اتمام رسانید و مدرک ماستری/فوق لیسانس خود را از دانشگاه لندن و در رشته مطالعات توسعه ای، قانون و حکومت‌داری خوب، اقتصاد سیاسی جنگ، منازعات، خشونت، مدیریت و رهبری بحران، روش‌های بازسازی و روند دولت سازی در کشورهای بعد از جنگ، در بخش مطالعات شرقی و آفریقایی به اتمام رسانید.

## فعالیت‌ها
- ۱۳۷۴–۱۳۸۱: همکاری با نهادهای بین‌المللی همچون برنامه انکشافی ملل متحد (UNDP)، دفتر ملل متحد در امور هماهنگی کمک‌های بشر دوستانه (UNOCHA)، مؤسسه (ICRC)، مؤسسه (ACBAR).[۱]
- ۱۳۸۱–۱۳۸۶: مشاور ارشد پالیسی، برنامه‌ریزی و نهاد سازی وزارت احیاء و انکشاف دهات. رئیس اجرایی برنامه ملی جاده‌سازی دهات. رئیس اجرائی برنامه همبستگی ملی.
- ۱۳۸۶–۱۳۹۰: معین برنامه‌های وزارت احیاء و انکشاف دهات.[۱]
- ۱۳۹۰–۱۳۹۲: وزیر احیاء و انکشاف دهات.[۱]
- ۱۳۹۲–۱۳۹۴: نماینده خاص رئیس‌جمهور در امور حکومت‌داری و امنیت، نماینده خاص رئیس‌جمهور در امور رسیدگی به حوادث، نماینده مقیم صندوق وجهی بین‌المللی پول سازمان ملل متحد برای توسعه زراعت.[۱]
- ۱۳۹۴–۱۳۹۶: وزیر دولت در امور رسیدگی به حوادث.[۱]